# MAXQDA
MAXQDA es un software utilizado para el análisis cualitativo de datos. La primera versión se creó en 1989 y el software fue diseñado para tanto investigaciones cualitativas y cuantitativas cuanto para métodos mixtos. En la actualidad MAXQDA es uno de los programas QDA más utilizados en diferentes campos de investigación de las ciencias sociales. 
MAXQDA es desarrollado y distribuido por VERBI Software en Berlín, Alemania. 

## Productos

### MAXQDA Standard
La versión estándar de MAXQDA ofrece herramientas para la organización y el análisis de datos cualitativos. Esto comprende texto, audio, imagen, vídeo y archivos bibliográficos, así como datos de encuestas, los tuits de Twitter o transcripciones de grupos focales. Los datos pueden ser analizados con la ayuda de códigos y memos en una ventana dividida en cuatro partes. Las funciones de visualización y de exportación de MAXQDA también facilitan la realización de presentaciones. Además, MAXQDA tiene algunas herramientas para el análisis de datos cuantitativos (por ejemplo, herramientas para métodos mixtos).

### MAXQDA Plus
MAXQDA Plus es la versión extendida de MAXQDA e incluye el módulo MAXDictio. Con MAXDictio se puede crear diccionarios, así como buscar y filtrar archivos de texto. Los análisis de frecuencia de palabras y de vocabulario pueden ser utilizados así para soportar los resultados cualitativos.

### MAXQDA Analytics Pro
MAXQDA Analytics Pro es la versión más avanzada de MAXQDA y también incluye el módulo Stats. Con Stats se puede analizar estadísticamente los datos cualitativos importados en MAXQDA.

### MAXQDA Reader
El MAXQDA hace que sea posible leer y buscar proyectos de MAXQDA sin poseer una licencia. Los proyectos no pueden ser editados.

### MAXApp
MAXApp es una aplicación móvil gratuita disponible para Android y iOS que incluye algunas funciones básicas de MAXQDA. La aplicación permite a los usuarios crear y codificar datos y notas de campo, y posteriormente exportarlos a un ordenador o un proyecto de MAXQDA.

## Historial de versiones
- 1989: MAX (DOS)
- 2001: MAXqda (Windows)
- 2003: MAXDictio (Complemento para análisis de texto cuantitativo)
- 2005: MAXMaps (Complemento para mapeo visual)
- 2007: MAXQDA 2007 (Windows)
- 2010: MAXQDA 10 (Windows)
- 2012: MAXQDA 11 (Windows)
- 2012: MAXApp para iOS (App para iOS)
- 2014: MAXApp para Android (App para Android)
- 2014: MAXQDA 11 (Mac OS X)
- 2015: MAXQDA 12 (Universal para Windows y Mac OS X)
- 2016: Lanzamiento de dos nuevos productos: MAXQDA Base y MAXQDA Analytics Pro
- 2017: MAXQDA 2018 (universal para Windows y macOS)
- 2019: MAXQDA 2020 (universal para Windows y macOS)

## Características de MAXQDA 2020
- Importación de documentos de texto, tablas, audio, vídeo, imágenes, tuits de Twitter, encuestas;
- Almacenamiento de datos en archivo de proyectos;
- Lectura, edición y codificación de datos;
- Creación de vínculos entre partes de documentos;
- Anotación de datos a través de memos;
- Varias opciones de visualización (número de códigos en documentos diferentes etc.)
- Importación y exportación de informaciones demográficas (variables) de y a SPSS y Excel;
- Busca y etiquetaje de palabras;
- Transcripción archivos de audio y de vídeo;
- Reproductor multimedia interno;
- Vinculación de datos con georreferencia (*.kml);
- Herramientas para resumir contenidos;
- Codificación con emoticons y símbolos;
- Exportación para archivos de texto, excel, html, xml e informes especiales;
- Crear tablas y gláficos de frecuencia;
- Administración de usuarios
- Análisis estadístico de datos cualitativos